# Clima Japoniei
Clima Japoniei se caracterizează printr-o largă diversitate de climate, schimbări dramatice de vreme, și anotimpuri bine definite, toate acestea datorându-se faptului că Japonia se întinde peste mai multe zone climatice de la nord la sud și este influențată atmosferic de continentul Euroasiatic la vest și de Oceanul Pacific la est.
Cu toate că suprafața țării nu este prea mare (377.000 km²), arhipelagul se întinde de la 20ºN în partea cea mai sudică a țării, Insula Okinotorishima) până la 45°30’N în partea cea mai nordică a insulei Hokkaidō.
Hokkaidō se află în zona subarctică, Japonia centrală (Honshū, Shikoku, Kyūshū) în zona temperată, iar insulele din sud în zona subtropicală.
O a doua mare influență asupra climatului Japoniei o are faptul că arhipelagul nipon este situat zona temperată musonică a Asiei de sud-est. Musonii bat înspre est dinspre continent în timpul iernii, și înspre nord dinspre Oceanul Pacific în timpul verii. Anotimpurile Japoniei sunt în mare măsură determinate de aceste vânturi. Japonia are de asemenea un lanț de munți care se află în centrul insulei principale Honshū. Regiunile care se află sub vânt, dincolo de munți, sunt protejate de impactul vânturilor musonice, rezultând în multă zăpadă, adusă de vânturile de iarnă, care cad pe partea dinspre Marea Japoniei, care dă spre nord-vest, dar nu pe partea dinspre Oceanul Pacific. 

## Anotimpurile

### Iarna
Musonul care aduce iarna în Japonia se dezvoltă ca o serie de anticicloni deasupra Siberiei spre sfârșitul lunii noiembrie. Continuă până spre sfârșitul lunii februarie,

### Primăvara
Odată cu creșterea temperaturii pe continentul asiatic, anticiclonii siberieni și musonii asociați lor slăbesc, semnalizând sfârșitul iernii și începutul primăverii. Alternează o serie de anticicloni care trec în câteva zile cu mare viteză deasupra Japoniei și zone frontale. Temperaturile în toate regiunile țării cresc.

### Vara timpurie
Masele de aer rece continental se retrag tot mai mult spre continentul asiatic, fiind înlocuite de mase de aer tropical-continental care avansează spre arhipelagul nipon dinspre bazinul râului Yangtze. Atmosfera este foarte uscată și începe perioada satsukibare (vreme frumoasă de vară). 

### Sezonul ploios
Toate regiunile Japoniei cu excepția insulei Hokkaidō au un sezon ploios, numit baiu sau tsuyu. De obicei începe la începutul lunii iunie (în Okinawa, cam cu o lună mai devreme). Mase de aer maritim de deasupra Mării Ohotsk, care blochează anticiclonii, se mișcă înspre Japonia dinspre nord-est. În același timp, anticiclonii din Pacificul de nord cresc în forță, și creează mase de aer tropical Bonin, care și ele bat înspre arhipelagul japonez. Când cele două mase de aer se întâlnesc deasupra Japoniei, se echilibrează, și formează frontul de aer baiu, care se perpetuează datorită sistemului general de circulație al aerului. Se formează un strat gros de nori, plouă mult, iar furtunile sunt agravate de apariția deasă a ciclonilor extratropicali.

### Mijlocul verii
Când masele de aer tropical Bonin încep să domine întreg arhipelagul, începe vara propriu-zisă. Toată vara, presiunea aerului va continua să fie înaltă în sud și scăzută în nord. Datorită faptului că diferențele dintre aceste presiuni sunt relativ mici de la bun început, vânturile musonice de vară sunt mult mai puțin puternice decât cele de iarnă. Cu toate că uneori sunt furtuni, vremea este în general frumoasă, dar foarte caldă.

### Toamna
De pe la sfârșitul lunii august, când anticiclonii Pacificului de nord se retrag încetul cu încetul spre sud, forța maselor de aer tropical Bonin devine tot mai scăzută, aerul continental rece devenind tot mai dominant. Frontul de aer rece, care rămâne la nord de Japonia toată primăvara și vara, începe să se mute mai înspre sud în luna septembrie. Atunci sunt din nou multe zile cu ploaie. Pe la mijlocul lunii octombrie Japonia este deseori traversată de anticicloni migratori și de către zone oblonge de înaltă presiune, care se extind de la est la vest. Acest anotimp se caracterizează prin vreme frumoasă cu vânt slab.